# 하이돤향

하이돤향의 위치

하이돤향(한국어: 해단향, 중국어: 海端鄉, 병음: Hǎiduān Xiāng)은 중화민국 타이둥현의 향이다. 넓이는 880.0382km2이고, 인구는 2015년 8월 기준으로 4,319명이다.

## 지리
하이돤향은 타이둥현 북서단에 위치하고 북쪽은 화롄현 줘시향과 동쪽은 수이상향, 관산진과 서쪽은 가오슝현 타오위안향과 남쪽은 옌핑향과 각각 접하며 현내 최대의 면적을 가지고 있다. 중양산맥에 위치하고 있기 때문에 고산 심곡이 대부분이며 지세는 기복이 매우 심하다. 향내에는 신우루시(新武呂溪), 룽취안시(龍泉渓), 자난시(加拿溪), 칸딩시(崁頂溪) 등이 흐르고 있다. 주민은 원주민인 부눈족이 많다.

## 역사
하이돤향은 옛날에는 부눈족의 활동 범위이며, 하이돤이라는 지명도 부눈어로 '삼면이 산에 둘러싸인 토지'를 나타내는 하이토완(Haitotowan)에서 유래한다. 청대에는 신무락, 이롱산, 단나, 대리도사 등이 설치되었고 일본 통치 시대가 되면서 다이토청 간잔군의 번지가 되었다. 전후 초기에는 타이둥현 리룽진(관산진)의 일부였지만, 1946년에 하이돤향이 독립, 설치되었다.